# ウェストバージニア (原子力潜水艦)
|          |                                                                 |
| 艦歴     |                                                                 |
| 発注     | 1983年11月21日                                                  |
| 起工     | 1987年10月24日                                                  |
| 進水     | 1989年10月14日                                                  |
| 就役     | 1990年10月20日                                                  |
| その後   | 就役中                                                          |
| 母港     | ジョージア州キングズベイ海軍潜水艦基地                          |
| 性能諸元 |                                                                 |
| 排水量   | 水上：16,765 トン 水中：18,750 トン                             |
| 全長     | 170.69 m (560 ft)                                               |
| 全幅     | 12.8 m (42 ft)                                                  |
| 喫水     | 11.5 m (38 ft)                                                  |
| 最大速   | 20ノット以上 (37+ km/h)                                         |
| 潜行深度 |                                                                 |
| 機関     | S8G reactor 1基                                                 |
| 乗員     | 士官13名、兵員140名                                             |
| 兵装     | 21インチ魚雷発射管4門 Mk-48魚雷 トライデント II弾道ミサイル24発 |
| モットー | Montani Semper Liberi                                           |
| 愛称     | The Silent Mountaineer                                          |
|          |                                                                 |

ウェストバージニア(USS West Virginia, SSBN-736)は、アメリカ海軍のオハイオ級原子力潜水艦の11番艦。艦名はウェストバージニア州に因んで命名された。その名を持つ艦としてはコロラド級戦艦4番艦(BB-48)以来3隻目。

## 艦歴
ウェストバージニアの建造は1983年11月21日にコネチカット州グロトンのジェネラル・ダイナミクス・エレクトリック・ボート社に発注され、1987年10月24日に起工した。1989年10月14日にロバート・C・バード夫人によって命名、進水し、1990年10月20日にブルー班のJ・R・ハーヴェイ艦長およびゴールド班のドナルド・マクダーモット艦長の指揮下就役した。